# Leppiasiłta (stacja kolejowa)
Leppiasiłta (ros. Леппясилта, krl. Leppysildu, fiń. Leppäsilta) – stacja kolejowa w miejscowości Leppiasiłta, w rejonie pitkiaranckim, w Karelii, w Rosji. Położona jest na linii Janisjarwi – Łodiejnoje Pole.
Stacja powstała w 1932, w okresie przynależności tych terenów do Finlandii.

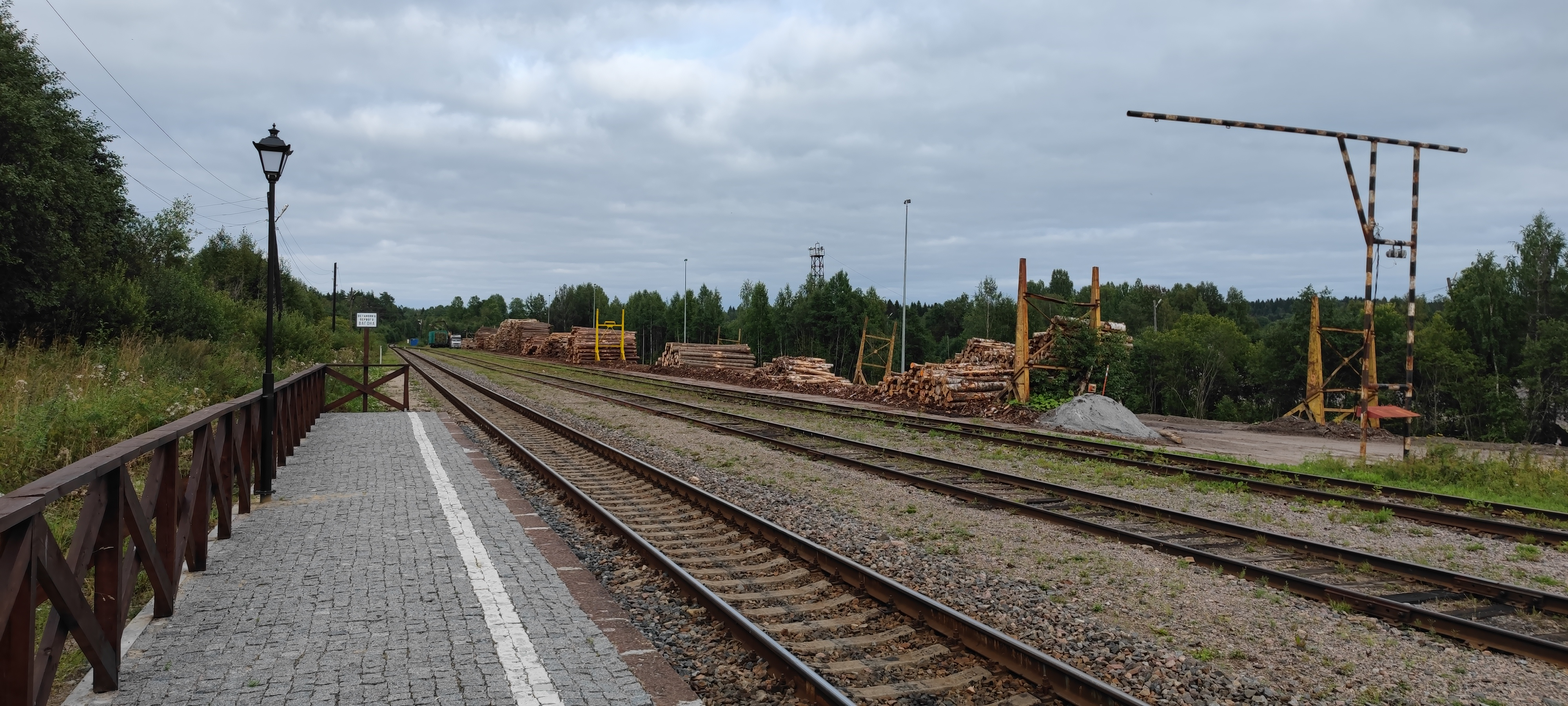
widok w stronę Łodiejnojego Pola